# Ledinski vrh
Le Ledinski vrh est un sommet des Alpes, à 2 108 m d'altitude, dans les Alpes kamniques, à la frontière entre l'Autriche et la Slovénie.
Il fait partie des sommets septentrionaux du massif, sur la ligne de partage des eaux entre la Drave et la Save, au point de rencontre supérieur de la vallée de la Vellach / Bela à l'est, et de la vallée de Ravenska Kočna à l'ouest. C'est le mot led, « la glace », que l'on trouve à l'origine de Ledine, la terrasse glaciaire sous le versant sud du Ledinski vrh, et d'après laquelle il est nommé. À cause du rocher friable, l'intérêt pour la face ouest du Ledinski vrh est en hiver. Outre le classique goulet entre la Velika Baba et le Ledinski vrh, et les importantes cascades de glace Ledinska slapova, l'unique voie en pleine face est la Skovirjeva, qui a par ailleurs été skiée (V+, passages S6, 800 m), toutefois extrêmement exposée. Du côté de la vallée de la Vellach / Bela, le versant nord-ouest forme une crête sommitale descendant vers la brèche le séparant de la Velika Baba, au nord-ouest. Au sud-est, la ligne de crête s'éteint au col Jezersko sedlo. Le versant sud, souvent skié en hiver, se fond en pente douce avec la terrace glaciaire Ledine, en bordure de laquelle est placé le refuge Kranjska koča.

## Accès
Le col Jezersko sedlo, au sud-est du sommet, est le départ la voie normale de randonnée. Il est joignable soit depuis le fond de la vallée de la Vellach / Bela, soit depuis la vallée de Ravenska Kočna, au départ du refuge Kranjska koča.

## Sources
- PzS (N° 266), GzS, Grintovci - 1 : 25 000, Ljubljana, 2005. -carte du Club alpin slovène.
- Tone Golnar, Davo Karničar... et al., Plezalni vodnik Jezersko, Ljubljana, Planinska zveza Slovenije, 1999, 176 p. (ISBN 961-6156-15-2). -guide d'alpinisme pour Jezersko (Club alpin slovène).
- Gregor Kresal, Zimski vzponi, Ljubljana, Sidarta, 2007, 462 p. (ISBN 978-961-6027-47-2). -guide de glace et mixte.